# تشانغ كونج
تشانغ كونج (بالصينية: 张功) (10 أبريل 1992 ببكين في الصين - ) هو لاعب كرة قدم صيني في مركز الوسط.

## وصلات خارجية
- تشانغ كونج على موقع قاعدة بيانات كرة القدم.إي يو (الإنجليزية)
- تشانغ كونج على موقع Soccerway.com (الإنجليزية)